# Этозавры
Этозавры (лат. Aetosauria, от др.-греч. ἀετός — орёл и σαῦρος — ящерица) — клада небольших (до 3—4 метров длиной) четвероногих броненосных растительноядных архозавров, которой традиционно придают ранг отряда или подотряда. Жили в позднем триасе (около 201—231 млн лет назад) на территории нынешних Северной Америки, Южной Америки, Европы, а также Гренландии, Индии и Марокко. Хотя преобладает точка зрения, что этозавры — строго растительноядных животные, многие авторы предполагают, что этозавры были всеядными.

## Систематика
Этозавры — монофилетический таксон, относится к кладе псевдозухий, которая в свою очередь относится к кладе архозавров. Однако их положение среди других Suchia остаётся предметом интенсивных дискуссий, как и внутренняя классификация.

### Классификация
Часть систематиков выделяют внутри этозавров одно семейство Stagonolepididae с 12 родами:
- Stagonolepididae
  - Aetobarbakinoides
  - Aetosauroides
  - Aetosaurus
  - Coahomasuchus
  - Desmatosuchus
  - Neoaetosauroides
  - Paratypothorax
  - Polesinesuchus
  - Redondasuchus
  - Stagonolepis
  - Tecovasuchus
  - Typothorax

### Альтернативная классификация
По данным сайта Paleobiology Database классификация более развёрнутая, на март 2021 года выделяют 2 вымерших семейства и 5 вымерших родов вне их:
- Роды incertae sedis
  - Род Aetosauripus Weiss, 1934 (1 вид)
  - Род Aetosauroides Casamiquela, 1960 (1 вид)
  - Род Chilenosuchus Casamiquela, 1980 (1 вид)
  - Род Hoplitosuchus Huene, 1942 (1 вид)
  - Род Revueltosaurus Hunt, 1989 (2 вида)
- Семейство Batrachopodidae Lull, 1904
  - Род Angolaichnus Mateus et al., 2017 (1 вид)
  - Род Batrachopus Hitchcock, 1845 (12—18 видов и 15 синонимов рода)
  - Род Dahutherium Montenat, 1967 (1 вид)
- Семейство Stagonolepididae Lydekker, 1887 — Стагонолепидиды
  - Роды incertae sedis
  - Подсемейство Aetosaurinae Heckert & Lucas, 2000
    - Клада Typothoracisinae Parker, 2007
      - Триба Paratypothoracisini Parker, 2007

  - Клада (подотряд) Desmatosuchia Case, 1920
    - Подсемейство Desmatosuchinae Huene, 1942
      - Триба Desmatosuchini Parker, 2016

    - Подсемейство Stagonolepininae Heckert & Lucas, 2000

В отряд также включают 2 таксона в статусе nomen dubium: Episcoposaurus Cope, 1887 и Episcoposaurus haplocerus Cope, 1892.